# 高南村
高南村（こうなんむら）は、広島県高田郡にあった村。現在の広島市安佐北区の一部にあたる。

## 地理
- 河川：三篠川、河津川、関川[1]

## 歴史
- 1889年（明治22年）4月1日、町村制の施行により、高田郡秋越村、市川村が発足[2]。
- 1949年（昭和24年）10月1日、秋越村と市川村の一部（大寺地区以外）が合併し、高南村が発足[1][3]。秋山、小越、市川の3大字を編成[1]。
- 1954年（昭和29年）3月31日、高田郡有保村大字有留の一部を編入[1][3]。大字有留を追加し4大字となる[1]。
- 1956年（昭和31年）9月30日、高田郡井原村、志屋村、三田村と合併し、町制施行し白木町を新設して廃止された[1][3]。

### 地名の由来
高田郡の南部の意。

## 産業
- 農業

## 教育
- 1949年（昭和24年）井原、志屋、秋川、三田の4中学校を統合し、秋越村ほか4か村組合高南中学校（統合され現広島市立白木中学校）に改組[1]。